# Searca
Searca (Servicio Aéreo de Capurganá) (mã ICAO = SRC) là hãng hàng không chở khách thuê bao của Colombia, trụ sở ở Medellín. Hãng có căn cứ ở Sân bay quốc tế José María Córdova tại Rionegro, Colombia.

## Lịch sử
Searca được thành lập và bắt đầu hoạt động từ năm 1992. Hãng cung cấp các chuyến bay thuê bao từ Medellín tới các nơi trong vùng Nam Mỹ

## Đội máy bay
(Tháng 8/2006):
- 9 Let L-410 UVP
- 5 Raytheon Beech 1900C Airliner [1]
- 2 King Air 200